# X Change Alternative2
『X Change Alternative2 -キミノヒトミニウツルキミ-』（エックスチェンジ オルタナティブツー）は、2008年9月26日にCROWDから発売されたWindows用18禁恋愛アドベンチャーゲーム。「Xchange」シリーズの第5作。
今作では「人格の入れ替わり」をゲームの題材にしているが、異性同士によるものであるため、これまでの性転換（TSF）の要素も包括したものとなっている。

## あらすじ
桜優樹はある日、親友である葵塚博士の発明した物質転送装置の実験台となる。しかしその装置が暴走してしまい、ともに実験台となっていた女性と体が入れ替わってしまう。

## 登場キャラクター
桜 優樹（さくら ゆうき）
声 - こんつ
本作の主人公。ルックスは普通なのだが彼女には縁がない。
藤美 美音（ふじみ みね）
声 - 成瀬未亜
ドジっ娘で天然。密かに優樹に恋心を抱いている。
百合原 サユリ（ゆりはら さゆり）
声 - 民安ともえ
美音の親友。姉御肌な性格。
葵塚 智代（あおいづか ともよ）
声 - 大波こなみ
博士の従姉妹。上流階級であるにもかかわらず優樹らと同じ学校に通っている。優樹とは学年が一年下の下級生。
蓮華寺 真言（れんげじ まこと）
声 - 桜川未央
優樹のクラスの委員長。風紀委員に所属しており、校則違反の者に対してはかなり厳しい。人には言えないとある秘密を抱えている。
葵塚 博士（あおいづか ひろし）
声 - 青島刃
抜群の頭脳とルックスを持っているが、優樹に好意を抱いているゲイ。
椿谷 巌（つばきや いわお）
声 - 植木亨
優樹の親友。柔道部の主将を務めており、かなりの肉体派。

## スタッフ
- 原画 - 此花、
- シナリオ - okomeman、
- 音楽 - 辻和也・しけもく